# 장징윈 (가수)
장징윈(중국어 정체자: 張瀞云, 병음: Zhāng Jìngyún, 한자음: 장정운, 영어: Teresa Chang, 7월 24일 ~ )은 중화민국 출신의 가수다. 